# Ramasan Galjaletdinow
Ramasan Galjaletdinow (russisch Рамазан Галялетдинов; * 24. März 1958 in Kuibyschew) ist ein ehemaliger Radrennfahrer aus der Sowjetunion und nationaler Meister im Radsport.

## Sportliche Laufbahn
Galjaletdinow war ein starker Fahrer bei Etappenrennen. 1978 hatte er seine ersten Einsätze mit der sowjetischen Nationalmannschaft im Ausland. Er wurde Zweiter in der Slowakei-Rundfahrt hinter Theo de Rooij und gewann eine Etappe der Rundfahrt. Auch in der Tour de l’Avenir stand er als Zweiter beim Sieg von Sergej Suchorutschenkow auf dem Podium. Zwei Etappen konnte er für sich entscheiden. 1979 wurde er Dritter der Jugoslawien-Rundfahrt. In der Tour de l’Avenir gewann er 1980 (7. Platz in der Gesamtwertung) eine Etappe und die Bergwertung. Etappensiege in der Kuba-Rundfahrt und im Milk Race gehörten zu seiner Bilanz der Saison 1980. Im Milk Race wurde er Gesamtzweiter hinter Iwan Mistschenko. In der nationalen Meisterschaft im Straßenrennen belegte er den 3. Platz.
1981 musste er nach einer Verletzung pausieren. 1982 siegte er in der Vuelta al Táchira mit einem Etappenerfolg und auf einer Etappe des Grand Prix Guillaume Tell. In der Toledo-Rundfahrt wurde er hinter Alexander Awerin Zweiter und gewann eine Etappe.
Die nationale Meisterschaft im Mannschaftszeitfahren gewann er von 1977 bis 1981. 1979 wurde er 11. der Internationalen Friedensfahrt.